# 대한민국 민법 제408조
대한민국 민법 제408조는 분할채권관계에 대한 민법 채권법 조문이다.

## 조문
제408조 (분할채권관계) 채권자나 채무자가 수인인 경우에 특별한 의사표시가 없으면 각채권자 또는 각채무자는 균등한 비율로 권리가 있고 의무를 부담한다.

第408條 (分割債權關係) 債權者나 債務者가 數人인 境遇에 特別한 意思表示가 없으면 各債權者 또는 各債務者는 均等한 比率로 權利가 있고 義務를 負擔한다.

## 참고 문헌
- 오현수, 일본민법, 진원사, 2014. ISBN 9788963463452
- 오세경, 대법전, 법전출판사, 2014 ISBN 9788926210277
- 이준현 , LOGOS 민법 조문판례집, 미래가치, 2015. ISBN 9791155020869